# Licinier
Licinius war im Römischen Reich das Gentilnomen der plebejischen gens Licinia (deutsch Licinier). Zweige der Familie sind die Licinii Crassi und die Licinii Luculli.

## Mitglieder
- Aulus Licinius Archias, römischer Dichter (* um 118 v. Chr. † nach 62 v. Chr.)
- Aulus Licinius Nerva (Prätor 166 v. Chr.), römischer Politiker
- Aulus Licinius Nerva (Prätor 143 v. Chr.), römischer Politiker
- Aulus Licinius Nerva Silianus (Konsul 7), römischer Konsul
- Aulus Licinius Nerva Silianus (Konsul 65), römischer Suffektkonsul und vermutlich Enkel des Konsuls von 7
- Gaius Licinius Calvus, römischer Konsul 364 v. Chr.
- Gaius Licinius Geta, römischer Konsul 116 v. Chr.
- Gaius Licinius Macer, römischer Tribun, Prätor 68 v. Chr. und Chronist
- Gaius Licinius Macer Calvus, römischer Redner und Dichter, 1. Jahrhundert v. Chr.
- Gaius Licinius Mucianus, General des Vespasian (69–79)
- Gaius Licinius Nerva (Prätor), römischer Politiker
- Gaius Licinius Nerva (Gesandter), römischer Politiker
- Gaius Licinius Stolo, römischer Konsul 361 v. Chr.
- Gaius Licinius Varus, römischer Konsul 236 v. Chr.
- Larcius Licinius, römischer Schriftsteller
- Licinius Imbrex, römischer Dichter, um 200 v. Chr.
- Licinius Valerianus, römischer Konsul 265
- Lucius Licinius Murena, römischer Konsul 62 v. Chr.
- Lucius Licinius Patroclus, römischer Kunsthandwerker, 1./2. Jahrhundert
- Lucius Licinius Sura, römischer Konsul 102 und 107
- Marcus Licinius Celer Nepos, römischer Konsul 127
- Marcus Licinius Ripanus, römischer Ritter in Britannien, 3. Jahrhundert
- Marcus Licinius Rufus, römischer Ritter, 1. Jahrhundert v. Chr.
- Marcus Licinius Victor, römischer Offizier (Kaiserzeit)
- Marcus Statius Priscus Licinius Italicus, römischer Konsul 159
- Quintus Licinius Silvanus Granianus, römischer Suffektkonsul 106
- Publius Licinius Calvus Esquilinus, römischer Militärtribun 400 und 396 v. Chr.
- Publius Licinius Cornelius Saloninus Valerianus (* 242 † 260), römischer Mitkaiser 260, siehe Saloninus
- Publius Licinius Cornelius Valerianus († 258), römischer Mitkaiser 256–258, siehe Valerianus Caesar
- Publius Licinius Egnatius Gallienus (* um 218; † 268), römischer Kaiser 253–268, siehe Gallienus
- Publius Licinius Egnatius Marinianus (* 265?; † Herbst 268), dritter Sohn des Gallienus
- Publius Licinius Nerva, römischer Proprätor in Sizilien 104 v. Chr., löste den Zweiten Sklavenkrieg aus
- Publius Licinius Pansa, römischer Konsul 134
- Publius Licinius Tegula, römischer Hymnendichter, um 200 v. Chr.
- Publius Licinius Stolo zur Zeit des Augustus
- Publius Licinius Valerianus († 260), römischer Kaiser 253–260, siehe Valerian
- Tiberius Licinius Cassius Cassianus, römischer Suffektkonsul 147
- Titus Licinius Valerianus, römischer Ritter in Britannien, 3. Jahrhundert

### Licinii Crassi
- Gaius Licinius Crassus, römischer Konsul 168 v. Chr.
- Lucius Licinius Crassus, römischer Konsul 95 v. Chr.
- Marcus Licinius Crassus (115/114 v. Chr.–53 v. Chr.), römischer Politiker und Triumvir
- Marcus Licinius Crassus (Quästor) († 49 v. Chr.), römischer Politiker und Feldherr, Quästor in Gallien, ältester Sohn des Triumvirn
- Marcus Licinius Crassus (Konsul 30 v. Chr.) (* um 60 v. Chr.), römischer Politiker
- Marcus Licinius Crassus Frugi (Konsul 14 v. Chr.), Konsul 14 v. Chr.
- Marcus Licinius Crassus Frugi (Konsul 27), Konsul 27, Sohn des Vorhergehenden
- Marcus Licinius Crassus Frugi (Konsul 64), Konsul 64
- Publius Licinius Crassus (Konsul 171 v. Chr.), römischer Politiker
- Publius Licinius Crassus (Konsul 97 v. Chr.) († 87 v. Chr.), römischer Politiker
- Publius Licinius Crassus (Legat) († 53 v. Chr.). römischer Heerführer, jüngerer Sohn des Triumvirn Marcus Licinius Crassus
- Publius Licinius Crassus Dives (um 240 v. Chr.–183 v. Chr.), römischer Politiker, Pontifex Maximus, Zensor 210 v. Chr. und Konsul 205 v. Chr.
- Publius Licinius Crassus Dives Mucianus († 130 v. Chr.), römischer Konsul 131 v. Chr.

Ein Familiengrab der Licinii Crassi aus der römischen Kaiserzeit (Mitte des 1. bis erste Hälfte des 2. Jahrhunderts) ist bei der Porta Salaria in Rom gefunden worden; es wird in der archäologischen Literatur kurz als Liciniergrab bezeichnet.

### Licinii Luculli
- Lucius Licinius Lucullus (Ädil 202 v. Chr.), römischer Politiker, kurulischer Ädil 202 v. Chr.
- Lucius Licinius Lucullus (Konsul 151 v. Chr.), römischer Politiker, Konsul 151 v. Chr.
- Lucius Licinius Lucullus (117–56 v. Chr.), römischer Politiker und Feldherr, Konsul 74 v. Chr.
- Lucius Licinius Lucullus (Prätor 4 v. Chr.) († 2 v. Chr.), römischer Politiker und Feldherr, Prätor 4 v. Chr.

### Frauen
- Licinia (Cato der Ältere) († um 155 v. Chr.), Gattin des Konsuls und Zensors Marcus Porcius Cato des Älteren
- Licinia (Gattin des Claudius Asellus) († um 153 v. Chr.), wurde wegen angeblicher Ermordung ihres Gemahls erdrosselt
- Licinia (Gattin des Gaius Sulpicius Galba), ältere Tochter des Konsuls von 131 v. Chr., Publius Licinius Crassus Dives Mucianus
- Licinia (Gattin des Gaius Gracchus), jüngere Tochter von Publius Licinius Crassus Dives Mucianus und Schwester der Vorigen
- Licinia (Gattin des Scipio Nasica), ältere Tochter des Redners Lucius Licinius Crassus
- Licinia (Gattin von Gaius Marius dem Jüngeren), jüngere Tochter des Redners Lucius Licinius Crassus
- Licinia (Tochter des Gaius Licinius Crassus), Vestalin
- Licinia (Vestalin), 73 v. Chr. wegen einer Liebesbeziehung mit dem Triumvirn Marcus Licinius Crassus angeklagt, aber freigesprochen
- Licinia Eudoxia, Gattin der weströmischen Kaiser Valentinian III. und Petronius Maximus
- Licinia Magna, Gattin des Konsuls von 57 n. Chr., Lucius Calpurnius Piso
- Licinia Praetextata, Tochter des Konsuls von 64 n. Chr., Marcus Licinius Crassus Frugi, Vestalin